# رود هیمه
رود هیمه (به لاتین: Hime River) یک رود در ژاپن است که در استان نیگاتا واقع شده‌است.